# Agapito da Conceição

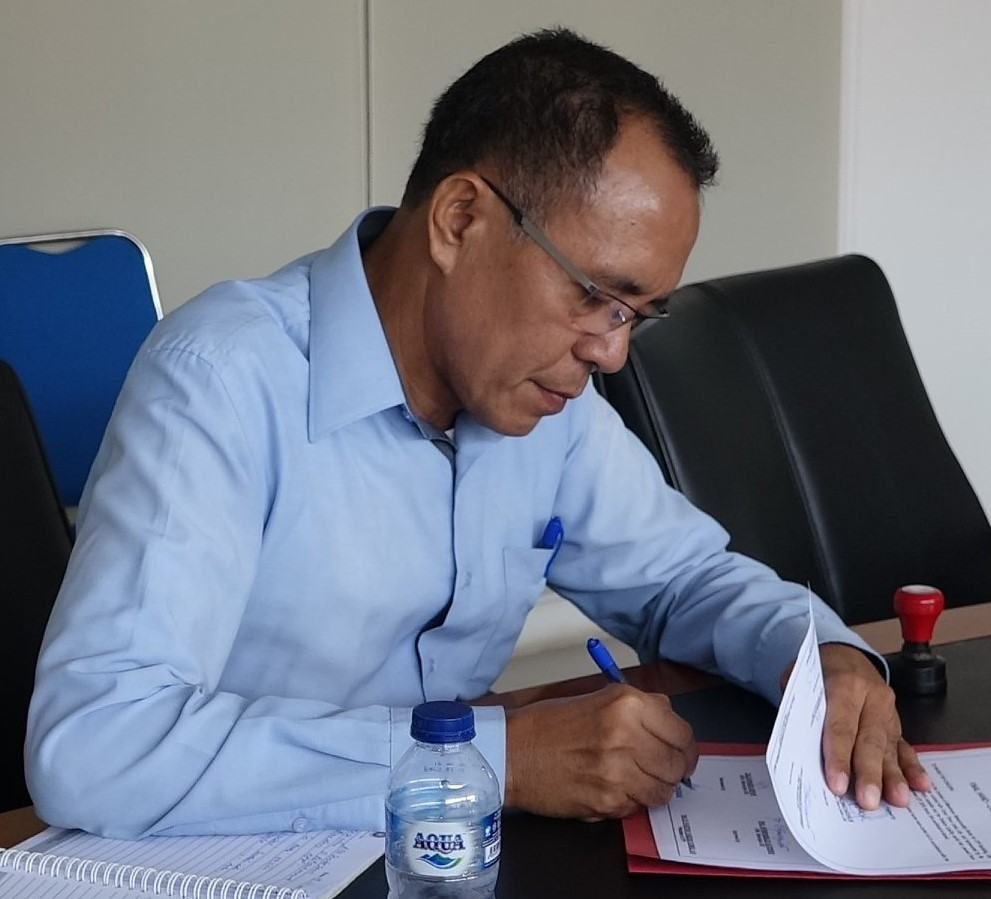
Agapito da Conceição (2019)

Agapito da Conceição ist ein osttimoresischer Beamter.
2010 war Conceição Direktor für Verwaltung und Finanzen in der Comissão da Função Pública (CFP, deutsch Kommission des öffentlichen Dienstes). Als Nationaldirektor der Generalverwaltung (DNAG) in der CFP wurde er als Vertreter des Nationalparlaments am 3. Oktober 2023 zum Kommissar der CFP vereidigt. Conceição folgt damit António Freitas.
Conceição ist ein Verwandter von Bischof Norberto do Amaral.